# 오세아니아의 자매 도시 목록
다음은 오세아니아의 자매 도시 목록이다.

## 뉴질랜드
- 네이피어

도마코마이시(일본)
롄윈강시(중화인민공화국)
빅토리아(캐나다)
- 노스쇼어

타이중시(중화민국)
- 더니딘

동대문구(대한민국)
상하이(중화인민공화국)
에든버러(영국)
오타루시(일본)
포츠머스(미국)
- 로어헛

미노시(일본)
시안시(중화인민공화국)
타이저우시(중화인민공화국)
템피(미국)
- 로토루아

매쿠아리 호(오스트레일리아)
벳푸시(일본)
우현(중화인민공화국)
클라마스 카운티(미국)
- 마누카우

우쓰노미야시(일본)
- 어퍼헛

메사(미국)
- 오아마루

디바이지스(영국)
- 오클랜드

광저우시(중화인민공화국)
로스앤젤레스(미국)
부산시(대한민국)
브리즈번(오스트레일리아)
상하이(중화인민공화국)
후쿠오카(일본)
- 와이타케레

가코가와시(일본)
닝보시(중화인민공화국)
헌팅턴(미국)
- 와이토모

다쓰노정(일본)
- 왕거누이

터움바(오스트레일리아)
- 웰링턴

베이징(중화인민공화국)
사카이시(일본)
시드니(오스트레일리아)
샤먼시(중화인민공화국)
하니아(그리스)
하로게이트(영국)
- 인버카길

구마가야시(일본)
호바트(오스트레일리아)
- 케리케리

유아사정(일본)
- 크라이스트처치

구라시키시(일본)
간쑤성(중화인민공화국)
도싯주(영국)
시애틀(미국)
송파구(대한민국)
애들레이드(오스트레일리아)
- 파머스턴노스

구이양시(중화인민공화국)
미줄라(미국)
- 포리루아

니시오시(일본)
블랙타운(오스트레일리아)
양저우시(중화인민공화국)
휘트비(영국)
- 해밀턴

사이타마시(일본)
새크라멘토(미국)
우시시(중화인민공화국)

## 사모아
- 아피아

콤프턴(미국, 2010)

## 솔로몬 제도
- 호니아라

매카이(오스트레일리아)

## 오스트레일리아
- 멜버른

오사카(일본)
톈진(중화인민공화국)
테살로니키(그리스)
상트페테르부르크(러시아)
보스턴(미국)
밀라노(이탈리아)
갈(스리랑카)
- 브리즈번

고베(일본, 1985)
오클랜드(뉴질랜드, 1988)
선전시(중화인민공화국, 1992)
세마랑(인도네시아, 1993)
가오슝(중화민국, 1997)
대전광역시(대한민국, 2002)
- 시드니

샌프란시스코(미국)
나고야(일본)
웰링턴(뉴질랜드)
포츠머스(영국)
광저우(중화인민공화국)
피렌체(이탈리아)
- 애들레이드

오스틴(미국, 1983)
크라이스트처치(뉴질랜드, 1972)
조지타운(말레이시아, 1973)
히메지(일본, 1982)
뉴욕시(미국)
- 앨버리

머세드(미국)
난핑(중화인민공화국)
- 캔버라

나라현(일본)
- 투움바

다카쓰키시(일본, 1991)
왕거누이(뉴질랜드, 1981)
파주시(대한민국, 2002)
- 파크스

코번트리(영국, 1956)
- 퍼스

가고시마(일본)
휴스턴(미국)
로도스(그리스)
메기스티(그리스)
산 디에고(미국)
바스토(이탈리아)
- 포트스테판스

벨링햄(미국, 1982)
- 호바트

인버카길(뉴질랜드)

## 통가
- 누쿠알로파

휘트비(영국)

## 파푸아뉴기니
- 라에

케언스(오스트레일리아, 1984)
- 마운트하겐

오렌지(오스트레일리아, 1985)
- 포트모르즈비

타운즈빌(오스트레일리아, 1983)
지난시(중화인민공화국, 1988)
자야푸라(인도네시아)

## 피지
- 수바

베이하이시(중화인민공화국)

## 팔라우
- 코로르 주

마나도(인도네시아)
다바오(필리핀)

## 같이 보기
- 자매 도시 목록

아프리카의 자매 도시 목록
아시아의 자매 도시 목록
유럽의 자매 도시 목록
북아메리카의 자매 도시 목록
오세아니아의 자매 도시 목록
남아메리카의 자매 도시 목록